# Canton de Ligné
Le canton de Ligné est une ancienne circonscription électorale française, située dans le département de la Loire-Atlantique (région Pays de la Loire).

## Histoire
Le 19 décembre 2004 a lieu une élection partielle à la suite de la démission d'Hervé Brehier.

## Représentation
De 1833 à 1848, les cantons de Ligné et de Riaillé avaient le même conseiller général. Le nombre de conseillers généraux était limité à 30 par département.

### Conseillers généraux de 1833 à 2015
| Période | Période          | Identité                                               | Étiquette          | Qualité |
| ------- | ---------------- | ------------------------------------------------------ | ------------------ | --- |
| 1833    | 1845 (démission) | Louis Corroyer (1795-1849)                             |                    | Ancien marchand épicier à Saint-Quentin Directeur des mines et des fours à chaux Maire de Mouzeil                        |
| 1845    | 1848             | Alexandre Prosper Camus de Pontcarré de la Guibourgère | Droite Légitimiste | Propriétaire du château de la Guibourgère à Teillé Représentant du peuple (1848-1851)                                    |
| 1848    | 1852             | Hippolyte de Regnon (1785-1863)                        | Monarchiste        | Propriétaire à Nantes |
| 1852    | 1894 (décès)     | Adolphe Decroix                                        | Monarchiste        | Propriétaire, négociant à Nantes Sénateur (1886-1894)                                                                    |
| 1895    | 1919 (décès)     | Raoul Maës                                             | Républicain rallié | Avocat Maire du Cellier, conseiller d'arrondissement                                                                     |
| 1919    | 1940             | Francis Athimon (1871-1957)                            | URD                | Propriétaire à Nantes Maire du Cellier, conseiller d'arrondissement                                                      |
|         |                  |                                                        |                    | |
| 1945    | 1955             | Francis Athimon                                        | DVD                | Maire du Cellier |
| 1955    | 1976             | Augustin Bonnet                                        | RI                 | Paysagiste, ingénieur horticole Président du syndicat des producteurs horticulteurs et pépiniéristes de Loire-Atlantique |
| 1976    | 1994             | Jean Robin                                             | DVD                | Menuisier Maire de Ligné (1969-1995)                                                                                     |
| 1994    | 2004 (démission) | Hervé Bréhier                                          | UDF                | Fonctionnaire Maire de Mouzeil (1995-2020)                                                                               |
| 2004    | 2015             | Maurice Perrion                                        | UDF puis AC-UDI    | Chef d'entreprise Maire de Ligné depuis 1995                                                                             |

### Conseillers d'arrondissement (de 1833 à 1940)
Le canton de Ligné avait deux conseillers d'arrondissement jusqu'en 1919.
Le canton de Ligné appartenait à l'arrondissement d'Ancenis jusqu'à sa disparition en 1926, puis à l'arrondissement de Nantes de 1926 à 1940.
| Période                                  | Période           | Identité                                    | Étiquette | Qualité |
| ---------------------------------------- | ----------------- | ------------------------------------------- | --------- | --- |
| 1833                                     | 1833 (annulation) | Emmanuel Botte                              |           | Médecin à Ligné                                                                                             |
| 1833                                     | 1848              | Emmanuel Botte                              |           | Médecin à Ligné                                                                                             |
|                                          |                   |                                             |           | |
|                                          | 1895              | Raoul Maës                                  |           | Avocat, Le Cellier                                                                                          |
| 1895                                     |                   | Comte Charles de Fleuriot (v.1836-1904)     |           | Viticulteur, maire d'Oudon                                                                                  |
|                                          |                   |                                             |           | |
|                                          | 1919              | M. de Poncé                                 |           | Propriétaire à Nantes                                                                                       |
|                                          | 1919              | Francis Athimon (1871-1957)                 | URD       | Propriétaire à Nantes, maire du Cellier                                                                     |
| 1919                                     | 1925              | Maurice de La Rochemacé (1886-1942)         |           | Propriétaire viticulteur à Couffé                                                                           |
| 1925                                     | 1940              | François de L'Estang du Rusquec (1883-1972) |           | Employé à la Compagnie d'Orléans, maire de Ligné (1925-1942 et 1945-1954)                                   |
| 1940                                     |                   |                                             |           | Les conseils d'arrondissement ont été suspendus par la loi du 12 octobre 1940 et n'ont jamais été réactivés |
| Les données manquantes sont à compléter. |                   |                                             |           | |

## Composition
Les données présentées sont issues des études de l'Insee.
| Nom               | Code Insee | Intercommunalité     | Superficie (km2) | Population (dernière pop. légale) | Densité (hab./km2) |
| ----------------- | ---------- | -------------------- | ---------------- | --------------------------------- | ------------------ |
| Ligné (chef-lieu) | 44082      | CC du Pays d'Ancenis | 45,41            | 4 974 (2014)                      | 110                |
| Le Cellier        | 44028      | CC du Pays d'Ancenis | 35,99            | 3 684 (2014)                      | 102                |
| Couffé            | 44048      | CC du Pays d'Ancenis | 39,97            | 2 455 (2014)                      | 61                 |
| Mouzeil           | 44107      | CC du Pays d'Ancenis | 18,87            | 1 901 (2014)                      | 101                |

## Démographie
| 1962  | 1968  | 1975  | 1982  | 1990  | 1999  | 2006   | 2011   | 2012   |
| ----- | ----- | ----- | ----- | ----- | ----- | ------ | ------ | ------ |
| 5 713 | 5 616 | 5 679 | 7 233 | 8 864 | 9 399 | 10 993 | 12 536 | 12 626 |